# Die Rosenheim-Cops
Die Rosenheim-Cops – niemiecki serial kryminalny produkowany od 2002 przez Bavaria Fiction dla ZDF, która pokazała ponad 450 odcinków. Rosenheim jest miastem w regionie Chiemgau w Bawarii. W serialu używany jest dialekt bawarski. Często powtarzane jest zdanie „Es gabat a Leicht” – Mamy trupa.

## Lokalizacje
Gospodarstwo Hoferów znajduje się w rzeczywistości koło Weyarn. Biura i restauracje, początkowo autentyczne, zrekonstruowano w miasteczku filmowym Bavaria Film w Monachium.

## Obsada
- Joseph Hannesschläger(inne języki) – Kriminalhauptkommissar Korbinian Hofer, aktor zmarł w styczniu 2020[3]
- Tom Mikulla(inne języki) – Kriminalhauptkommissar Christian Lind
- Igor Jeftić(inne języki) – Kriminalhauptkommissar Sven Hansen
- Karin Thaler – Marie Hofer, siostra Korbiniana, miejska urzędniczka
- Marisa Burger(inne języki) – Miriam Stockl, sekretarka
- Diana Staehly(inne języki) – Patrizia Ortmann, kontroler finansowy
- Alexander Duda(inne języki) - Gert Achtziger, szef policji od odcinka 79